# Pseudomallada joannisi
Pseudomallada joannisi  is een insect uit de familie van de gaasvliegen (Chrysopidae), die tot de orde netvleugeligen (Neuroptera) behoort. 
Pseudomallada joannisi is voor het eerst wetenschappelijk beschreven door Navás in 1910.